# Turó de les Clivelleres
El Turó de les Clivelleres és una muntanya de 744 metres que es troba al municipi de Mediona, a la comarca de l'Alt Penedès.
Al cim podem trobar-hi un vèrtex geodèsic (referència 276122001).